# Ośrodek Narciarski Beskid Sport Arena w Szczyrku
Ośrodek Narciarski Beskid Sport Arena w Szczyrku – ośrodek narciarski położony w Szczyrku-Biłej, na północno-wschodnim zboczu Beskidu w Beskidzie Śląskim.

## Wyciągi i trasy
W skład kompleksu wchodzą:
- 6-osobowa kolej krzesełkowa „Beskid” („KL”), wyprzęgana, o długości 750 m, przewyższeniu 240 m i przepustowości 2200 osób na godzinę,
- dwa krótkie wyciągi talerzykowe: „Sportowy” („WN1”, wyprzęgany, o długości 270 m, przewyższeniu 90 m i przepustowości 900 osób na godzinę) i „Widokowy” („WN2”, niewyprzęgany, o długości 200 m, przewyższeniu 20 m i przepustowości 800 osób na godzinę)[1];

Z górnej stacji wyciągu krzesełkowego biegną cztery narciarskie trasy zjazdowe:
- niebieska („1”), o długości 1200 m, przewyższeniu 240 m, średnim nachyleniu 20% i maksymalnym nachyleniu 30%,
- czerwona („2”), o długości 1000 m, przewyższeniu 240 m, średnim nachyleniu 24%, maksymalnym nachyleniu 38%,
- czarna („3”), o długości 800 m, przewyższeniu 240 m, średnim nachyleniu 30% i maksymalnym nachyleniu 45%,
- niebieska („4”), o długości 200 m, przewyższeniu 20 m, średnim nachyleniu 10% i maksymalnym nachyleniu 12%[1];

Ponadto, wzdłuż „WN1”, na fragmencie trasy nr 2, położona jest „strefa sportowa”, o długości 220 m, przewyższeniu 65 m, średnim nachyleniu 29%, maksymalnym nachyleniu 35%.

## Pozostała infrastruktura
Do dyspozycji narciarzy i snowboardzistów są tu:
- wypożyczalnia sprzętu narciarskiego i snowboardowego,
- serwis sprzętu narciarskiego i snowboardowego,
- szkółka narciarska i snowboardowa z licencją SITN PZN i SITS,
- restauracja,
- zimowy plac zabaw dla dzieci (na górnej polanie, przy WN2)[3].

## Operator
Operatorem i właścicielem stacji jest „PBC” Sp. z o.o. – Oddział Beskid Sport Arena w Szczyrku (numer KRS: 0000359808). Siedzibą spółki PBC są Katowice. Spółka została zarejestrowana w 2010 roku i powstała w wyniku wydzielenia majątku ze spółki „Mosty Katowice” Sp. z o.o. powstałej w 2001 roku. Obie spółki są własnością Macieja Błacha i Czesława Polednioka, którzy pełnią funkcje odpowiednio prezesa zarządu i wiceprezesa zarządu w obu spółkach.

## Historia
Wyciąg orczykowy z dwiema trasami (czerwoną i niebieską) istniał na tym zboczu przez wiele lat przed uruchomieniem kolei krzesełkowej. Otwarcie tej kolei nastąpiło 27 grudnia 2016 roku.